# Seeing is Believing
Seeing is Believing (SiB) ist eine weltweite Initiative zur Prävention gegen Erblindung. SiB ist partnerschaftlich mit der Organisation Standard Chartered Bank PLC und der internationalen Agentur International Agency for the Prevention of Blindness (IAPB) verbunden (registered charity, No. 110059).
Die letzte Kampagne der Organisation lautete Phase IV – „A New Vision“ und wurde am World Sight Day 2008 ins Leben gerufen. Dabei wurde international durch Aktionen in mehreren Ländern das Bewusstsein geschärft, wie eine Erblindung durch bestimmte Krankheiten wie z. B. der Beriberi-Krankheit hervorgerufen werden können, die insbesondere in afrikanischen Entwicklungsländern auftreten. 
Das Programm wurde insbesondere finanziert durch den Gaborone City Marathon in Gaborone, Botswana, der am 18. April 2010 stattgefunden hat.